# دورانگو (آیووا)
دورانگو (به انگلیسی: Durango) شهری در ایالت آیووا کشور ایالات متحده آمریکا است که جمعیت آن در سرشماری سال ۲۰۱۰ میلادی، ۲۲ نفر بوده‌است.